# Dom Kraszewskiego
Dom Kraszewskiego – zabytkowy budynek w warszawskiej dzielnicy Śródmieście, przy ul. Mokotowskiej 48.

## Opis
Budynek składający się dwukondygnacyjnego korpusu głównego i dwóch jednotraktowych oficyn utrzymany w stylu neorenesansu włoskiego powstał w 1860 r. w wyniku przebudowy przyulicznego skrzydła istniejącego tutaj wcześniej budynku dla Józefa Ignacego Kraszewskiego według projektu Franciszka Marii Lanciego. Pisarz mieszkał tutaj w latach 1860–1863. Od 1861 r. publikował w „Gazecie Polskiej” cykl felietonów pt. Listy z Mokotowskiej ulicy.
W 1863 r. właścicielem nieruchomości został Leopold Kronenberg, a później m.in. Tytus Chałubiński.
Dom Kraszewskiego przetrwał II wojnę światową bez poważniejszych zniszczeń. Od 1957 r. był siedzibą studenckiego Klubu „Hybrydy“. W 1965 r. został wpisany do rejestru zabytków. Jest najstarszym zachowanym zabytkiem przy ulicy Mokotowskiej.
Na frontowej ścianie budynku znajdują się dwie tablice pamiątkowe. Tablica poświęcona Józefowi Ignacemu Kraszewskiemu została odsłonięta 19 marca 1961. Druga tablica poświęcona jest Tytusowi Chałubińskiemu, który tu mieszkał w latach 1877–1887.

## Galeria

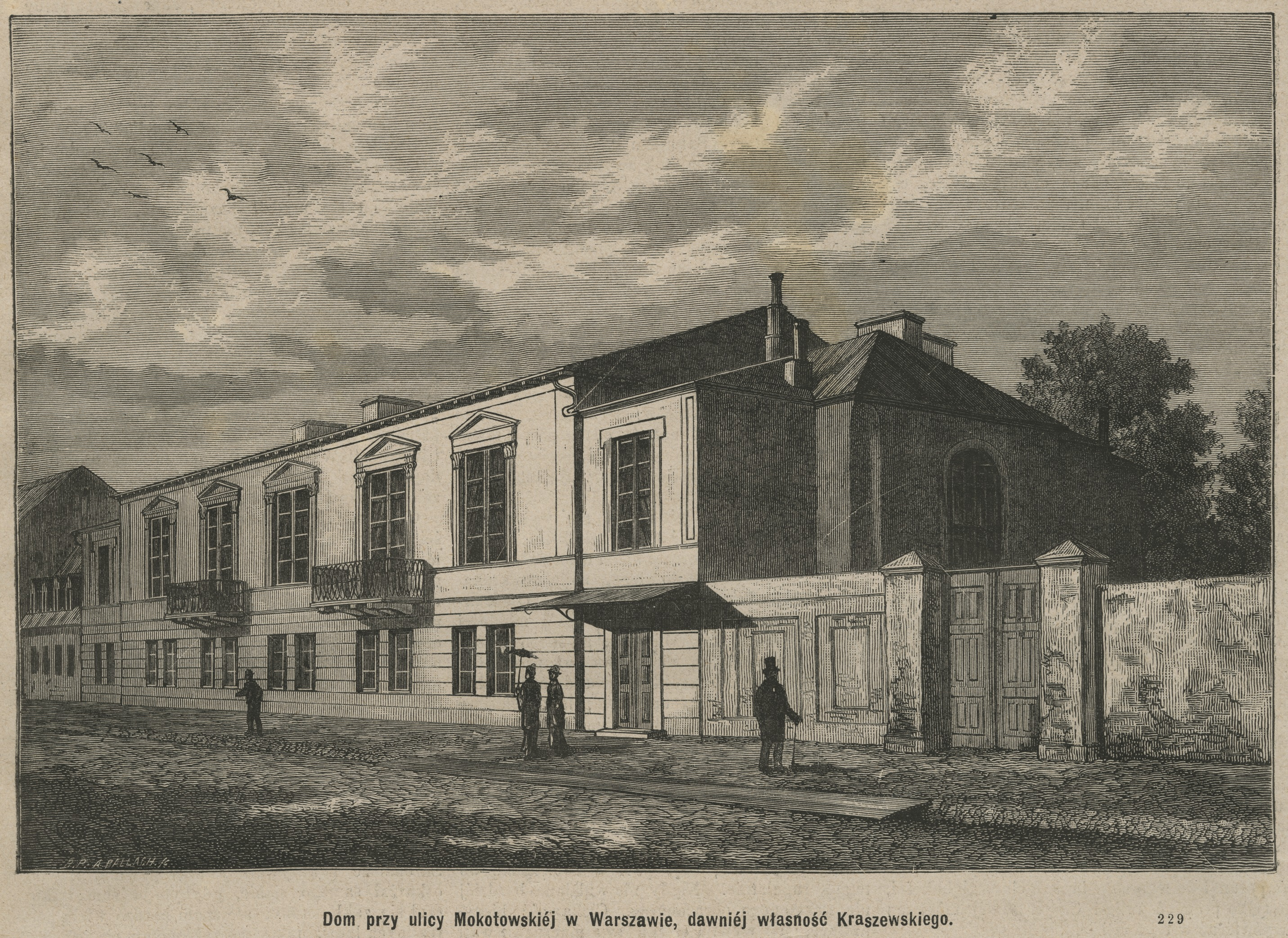
Budynek w 1879
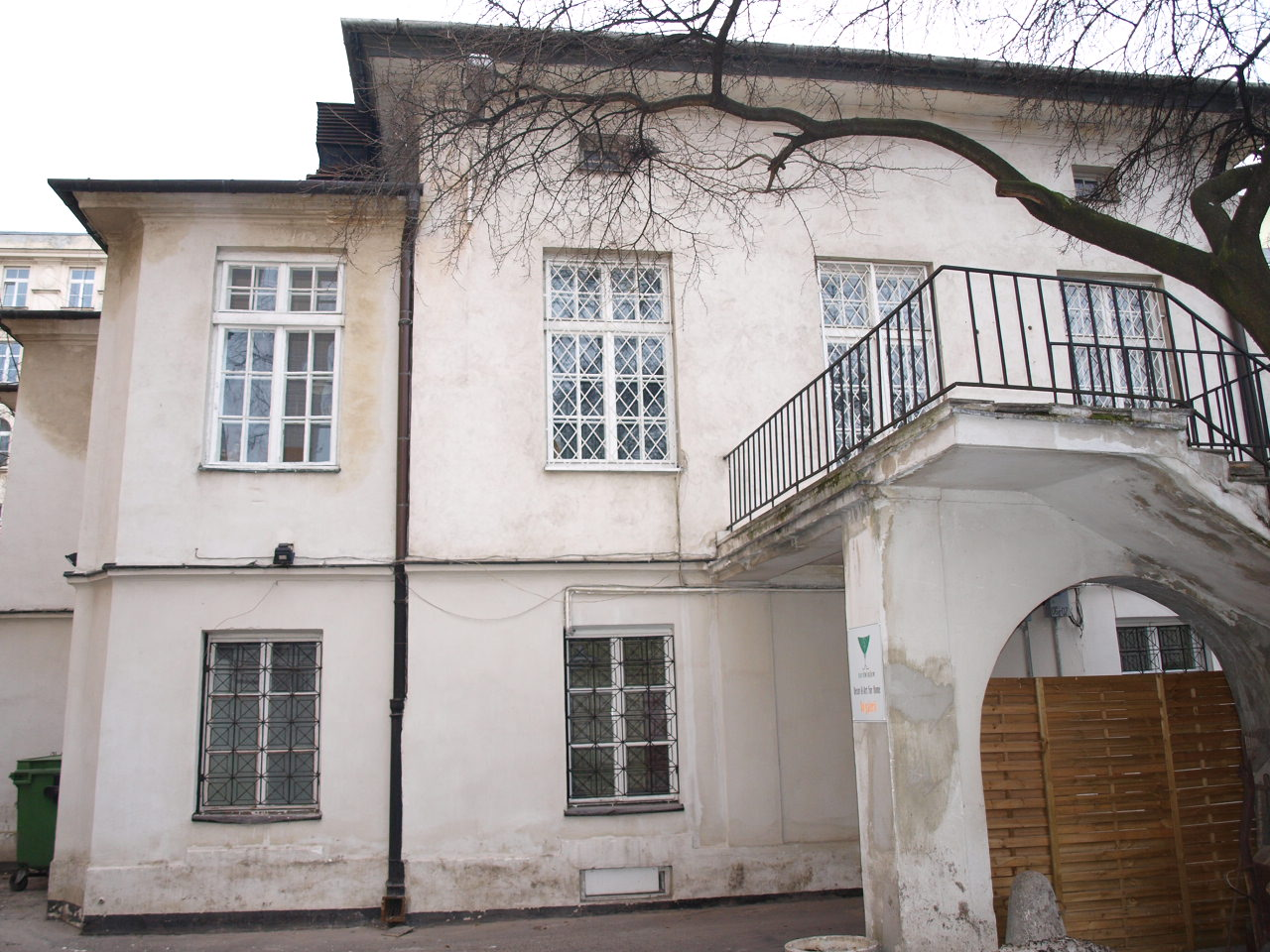
Budynek od strony dziedzińca
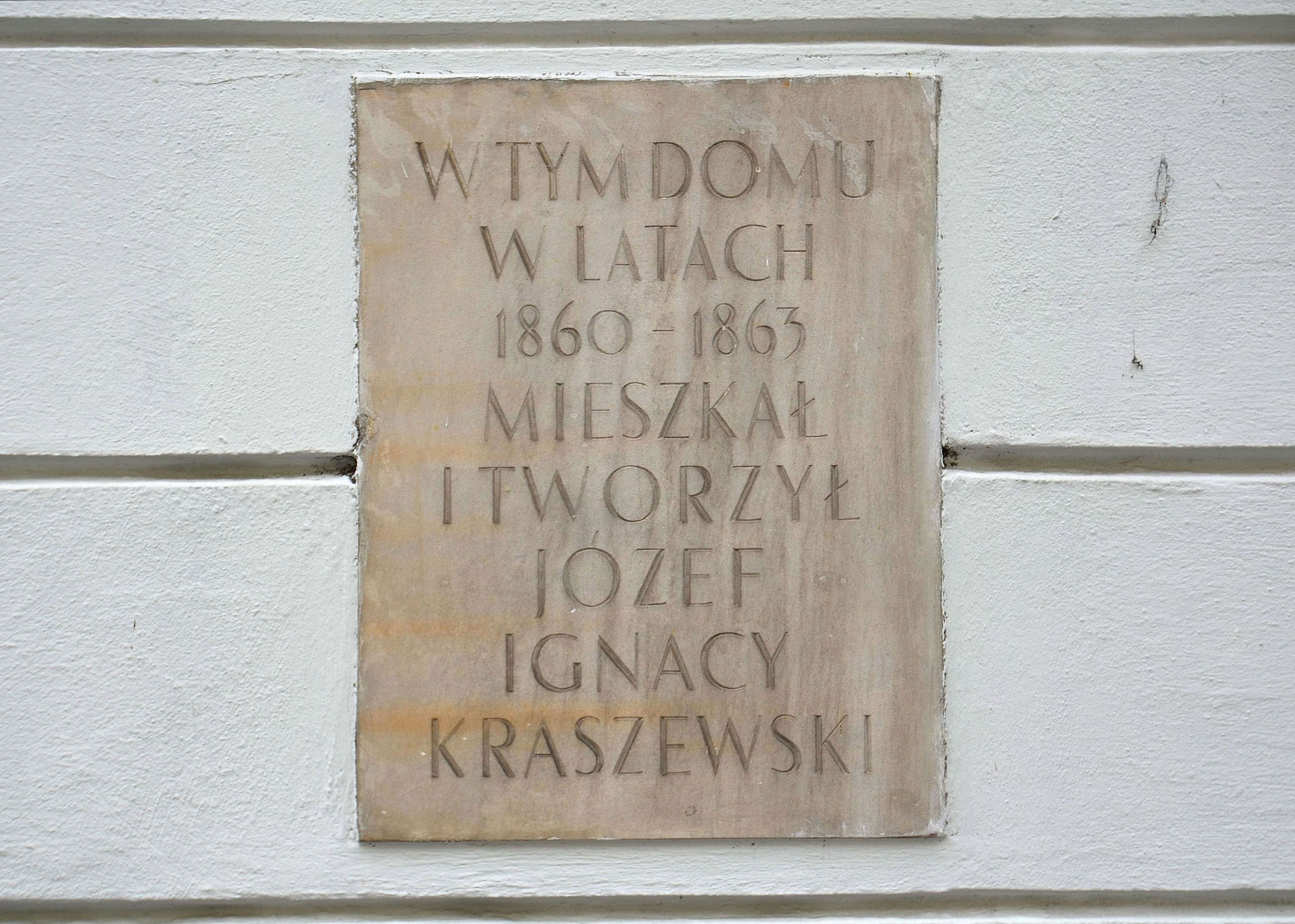
Tablica upamiętniająca Ignacego Kraszewskiego na frontowej ścianie budynku